# Maik Krannig
Maik Krannig (* 6. März 1965) ist ein ehemaliger deutscher Radrennfahrer.

## Sportliche Laufbahn
Krannig war im Bahnradsport aktiv. 1982 trat er erstmals mit dem 2. Platz bei den DDR-Jugendmeisterschaften im Sprint in Erscheinung; den Endlauf verlor er gegen Bill Huck. Krannigs größter Erfolg war der Gewinn der Bronzemedaille bei den UCI-Bahn-Weltmeisterschaften der Junioren im Sprint 1982 in Italien. Er startete für den SC Cottbus. 1987 erhielt er eine Berufung in die Nationalmannschaft der DDR für eine Wettkampfserie im Bahnsprint in der Sowjetunion.
Nach seinem Wechsel in die Männerklasse gewann er noch einige Bahnrennen, vor allem in der Werner-Seelenbinder-Halle in Berlin, konnte sich aber in der Leistungsklasse gegen die inländische Konkurrenz wie Michael Hübner oder Lutz Heßlich nicht durchsetzen. Sein bestes Ergebnis im Männerbereich hatte er mit dem zweiten Platz im Großen Preis von Polen 1985, bei dem er für die Nationalmannschaft der DDR an den Start ging. Ende 1988 beendete er seine Laufbahn.

## Berufliches
Krannig führt heute (Stand 2020) die Firma „Rad & Reifen Maik Krannig“ in der Nähe von Cottbus.